# Caryota mitis
Caryota mitis är en enhjärtbladig växtart som beskrevs av João de Loureiro. Caryota mitis ingår i släktet Caryota och familjen Arecaceae. Inga underarter finns listade i Catalogue of Life.

## Bildgalleri

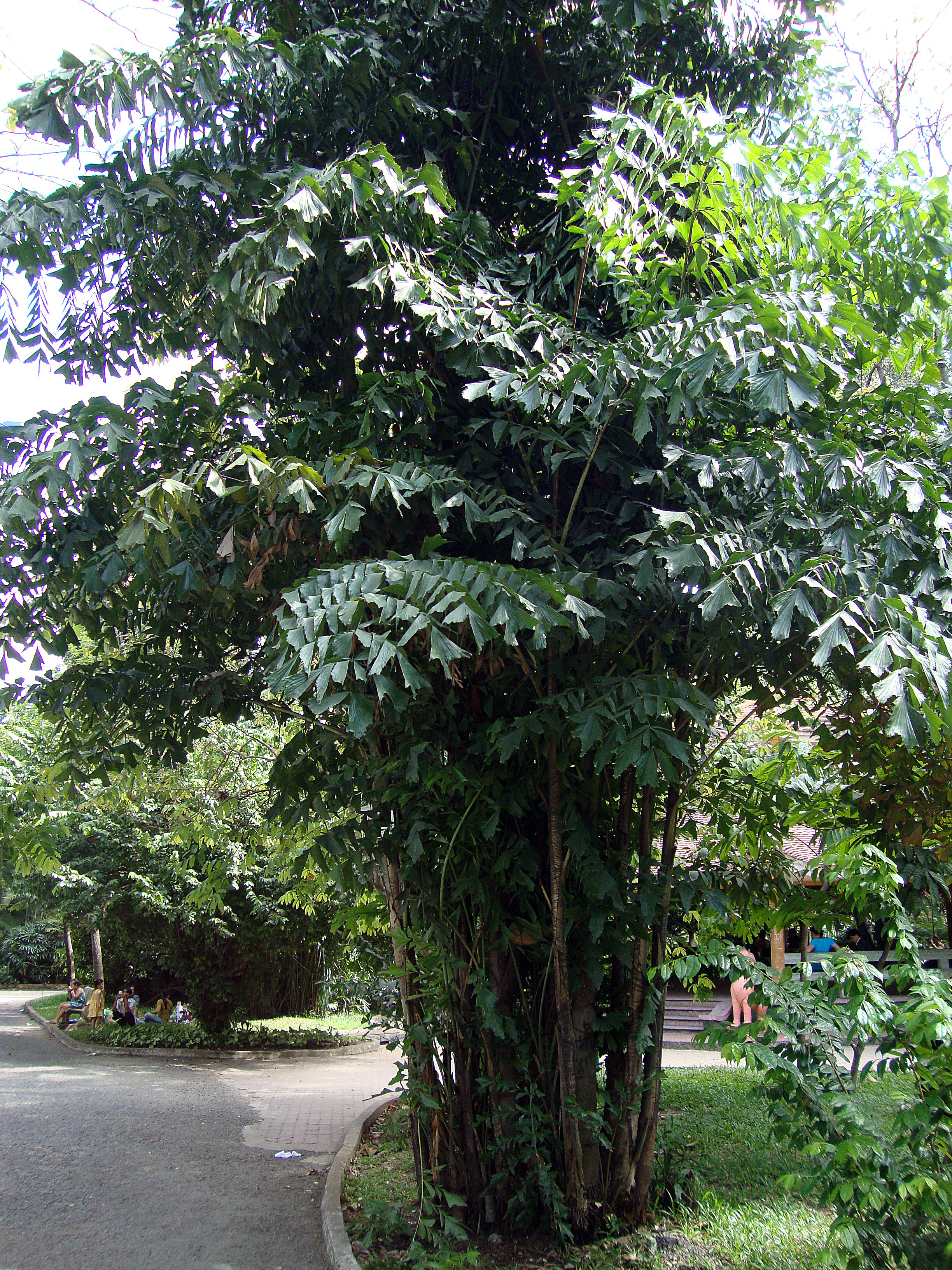
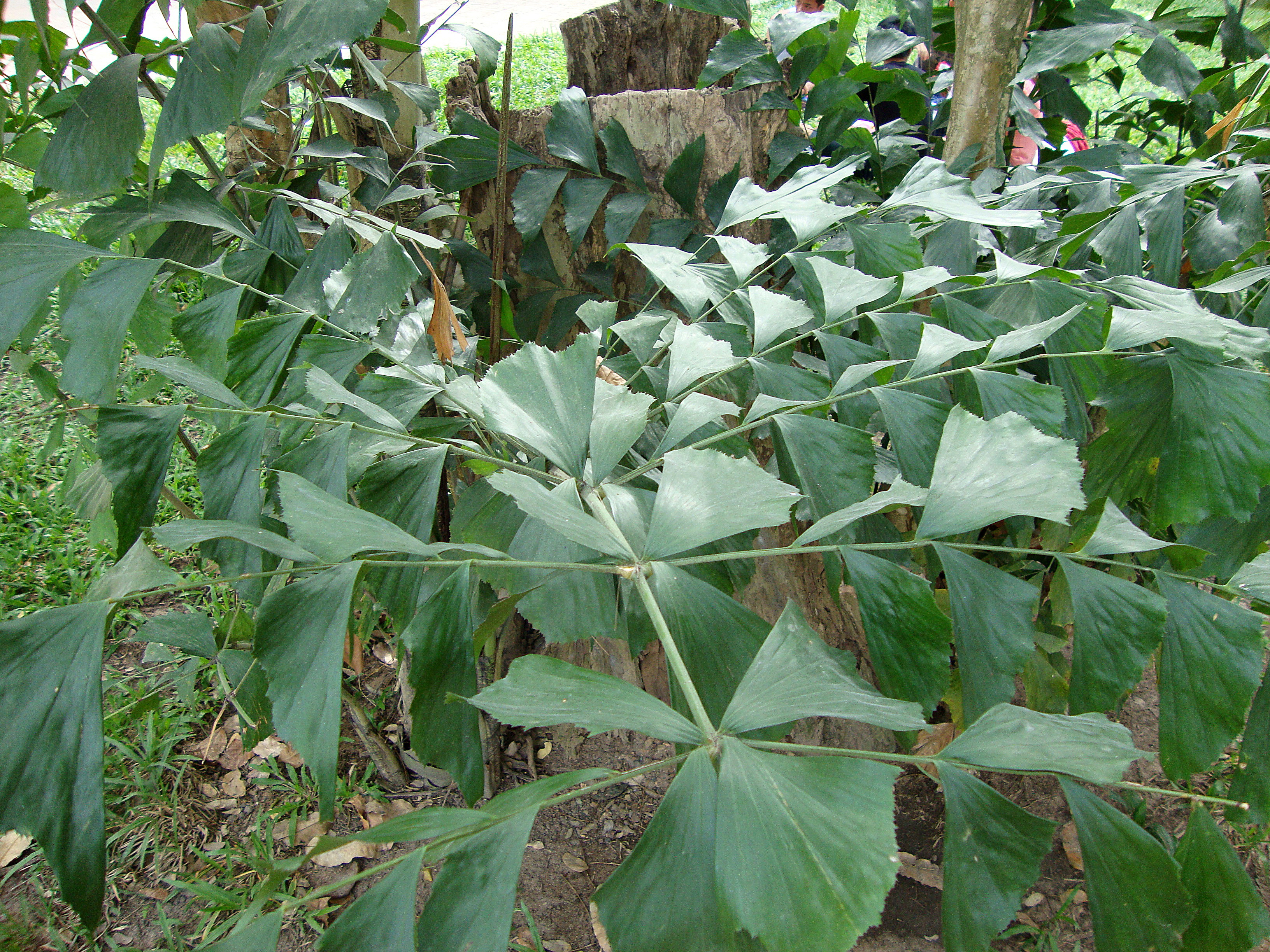
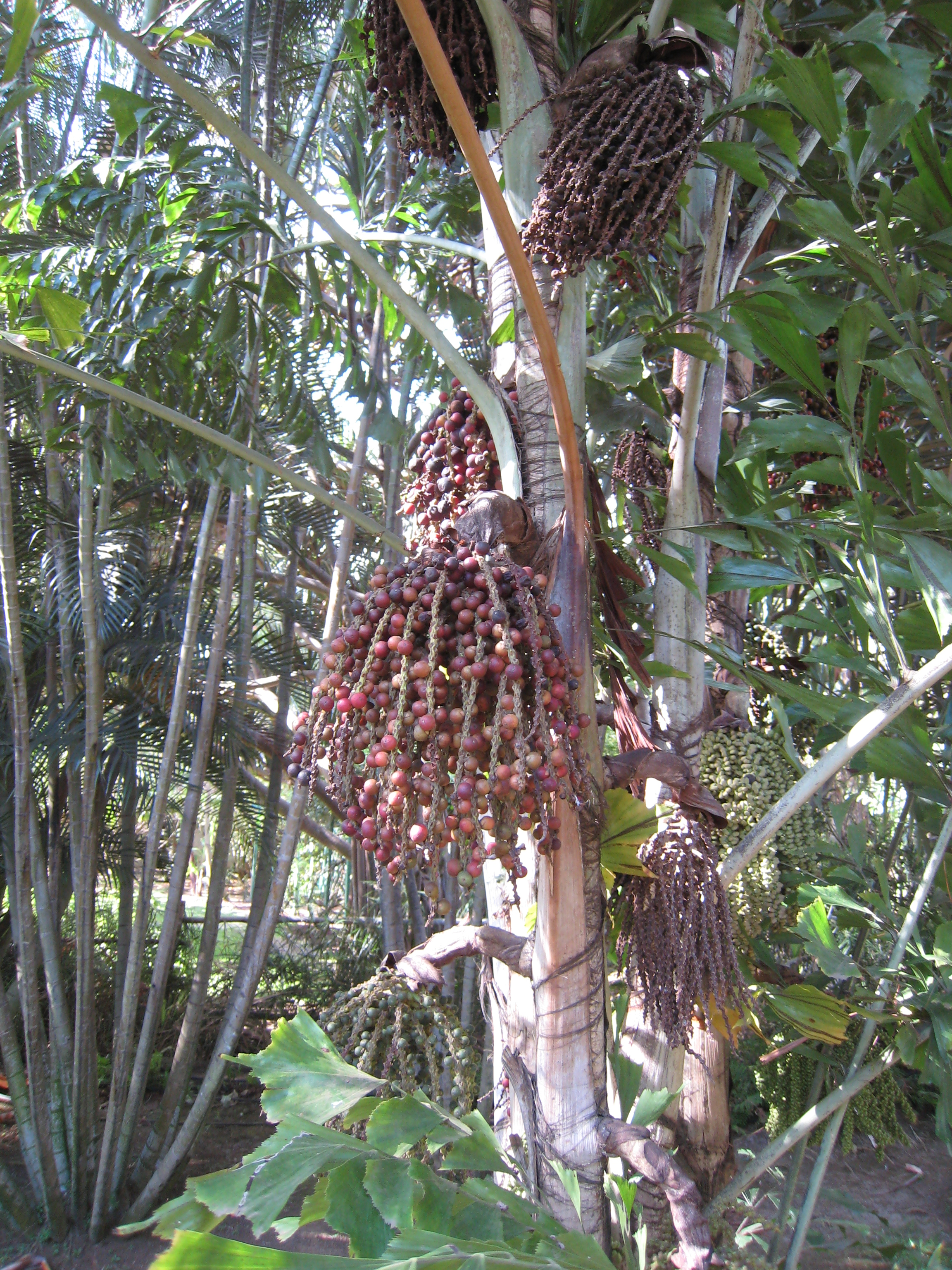
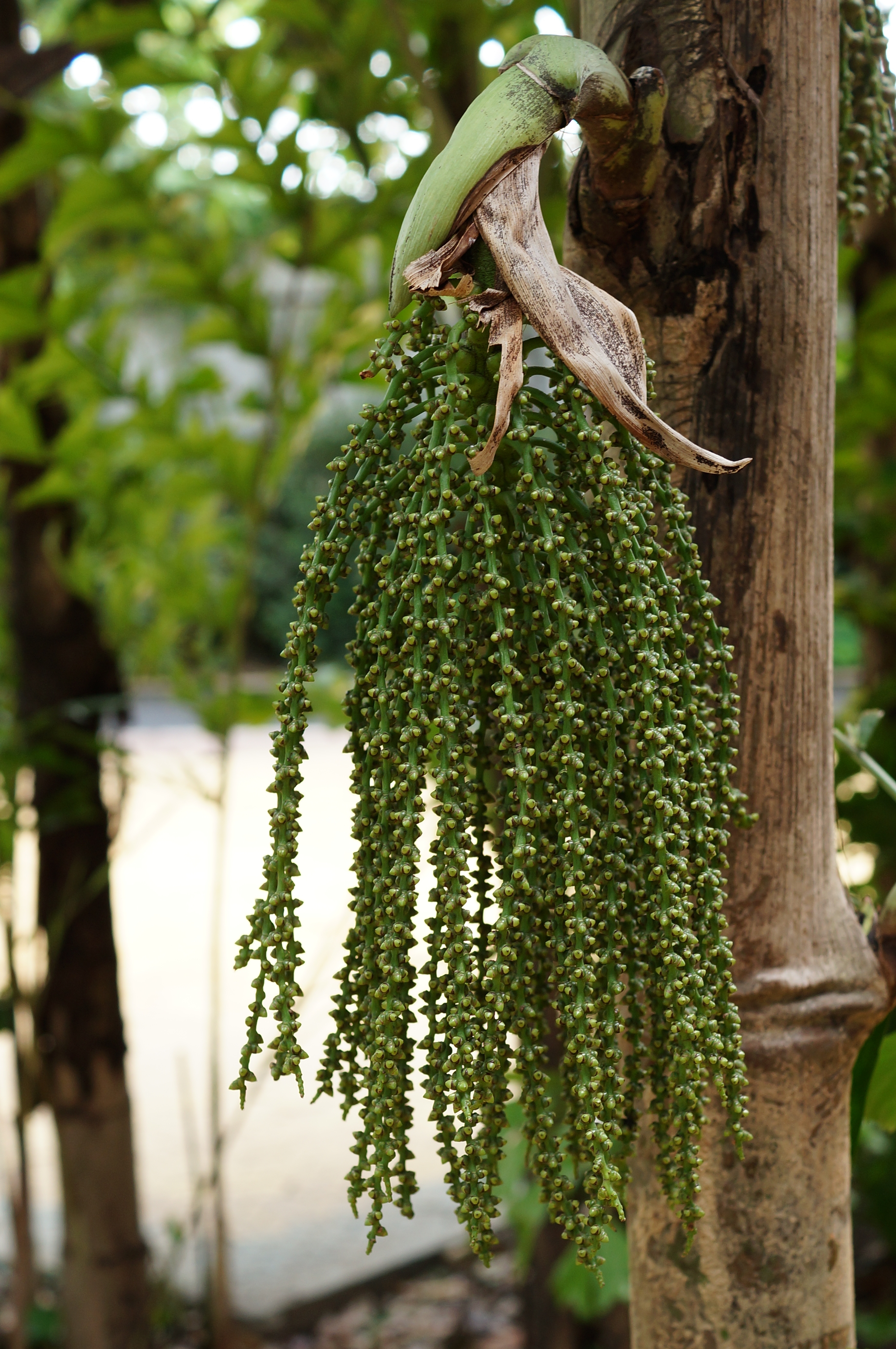
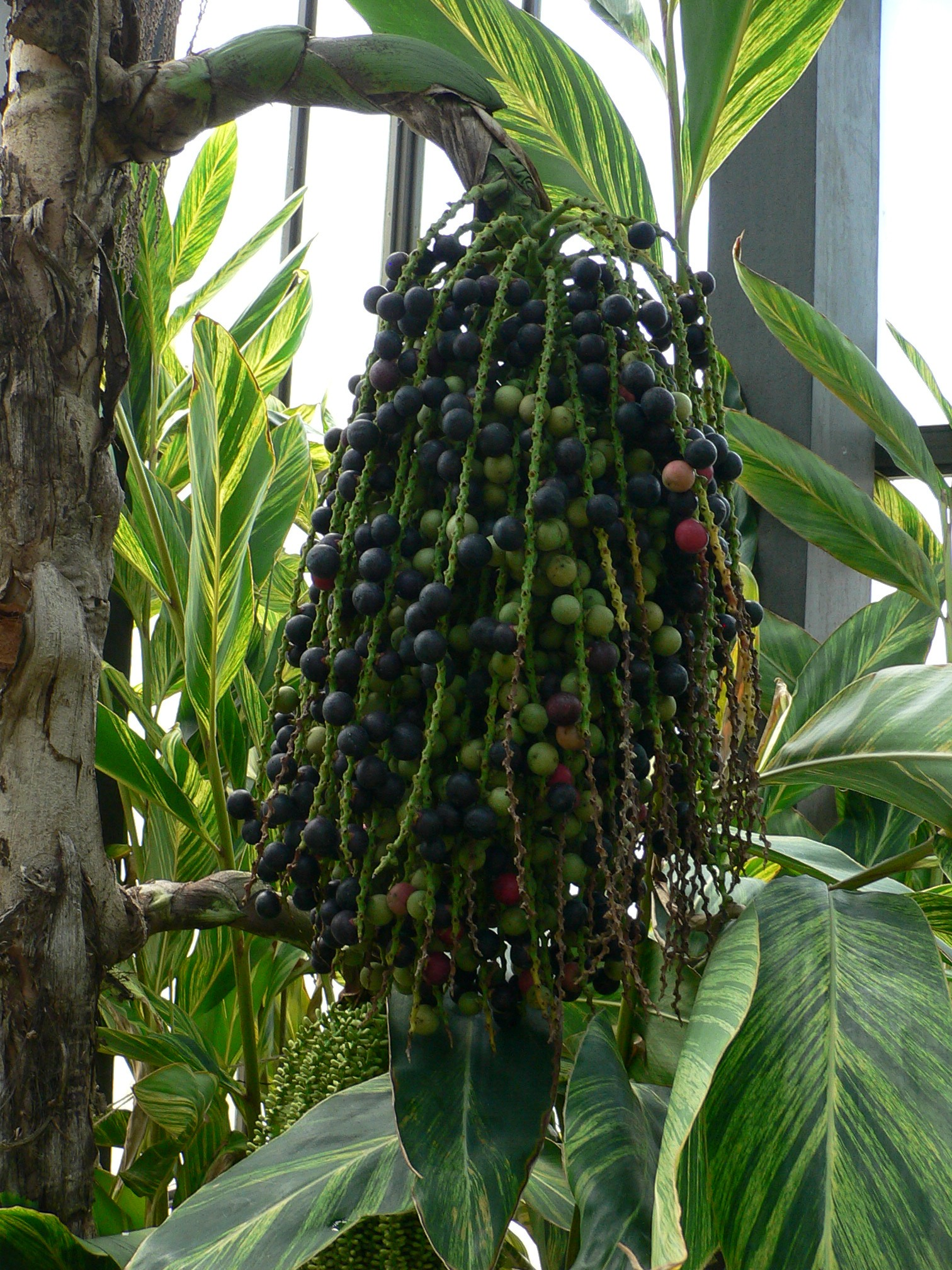
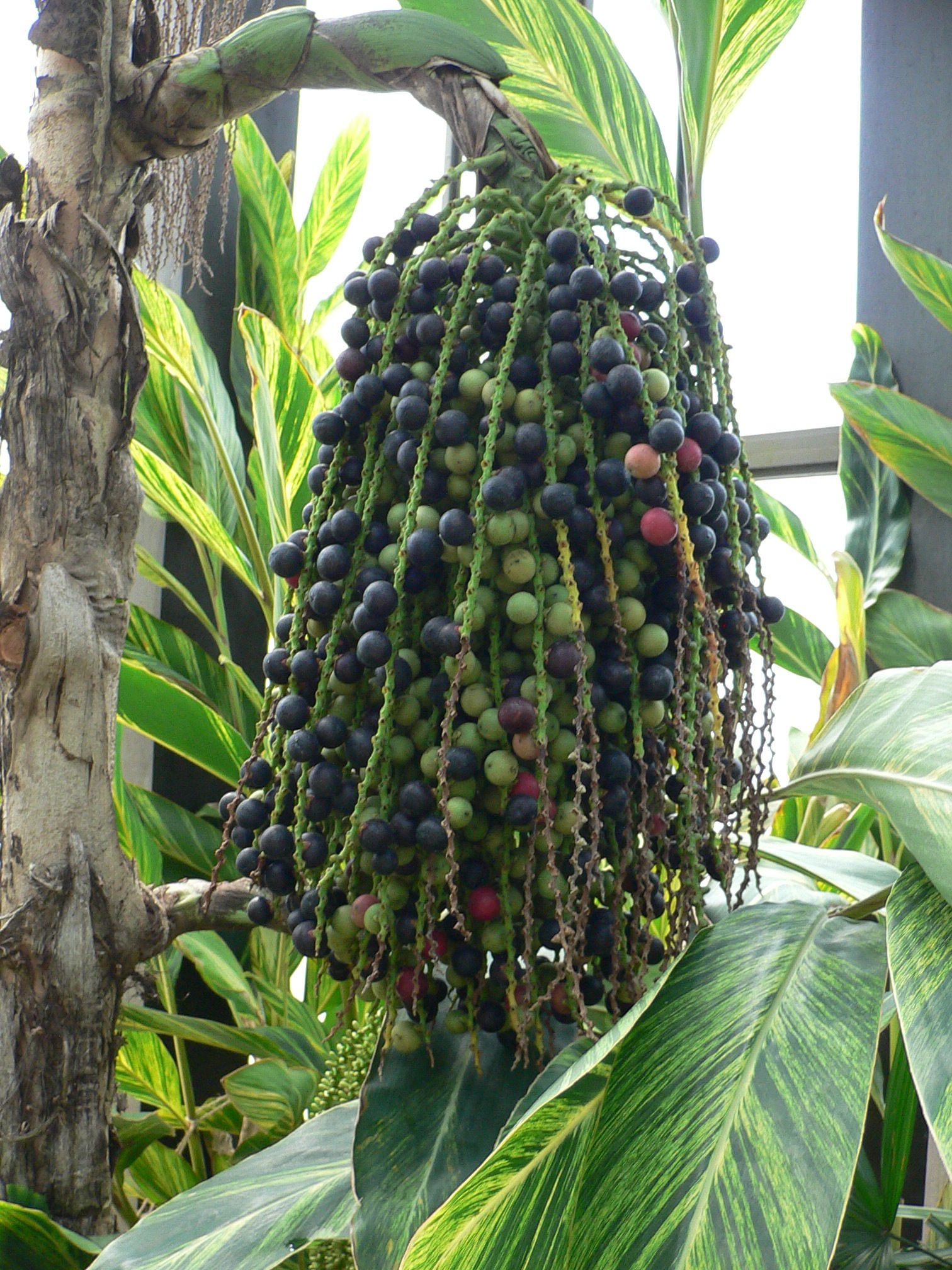
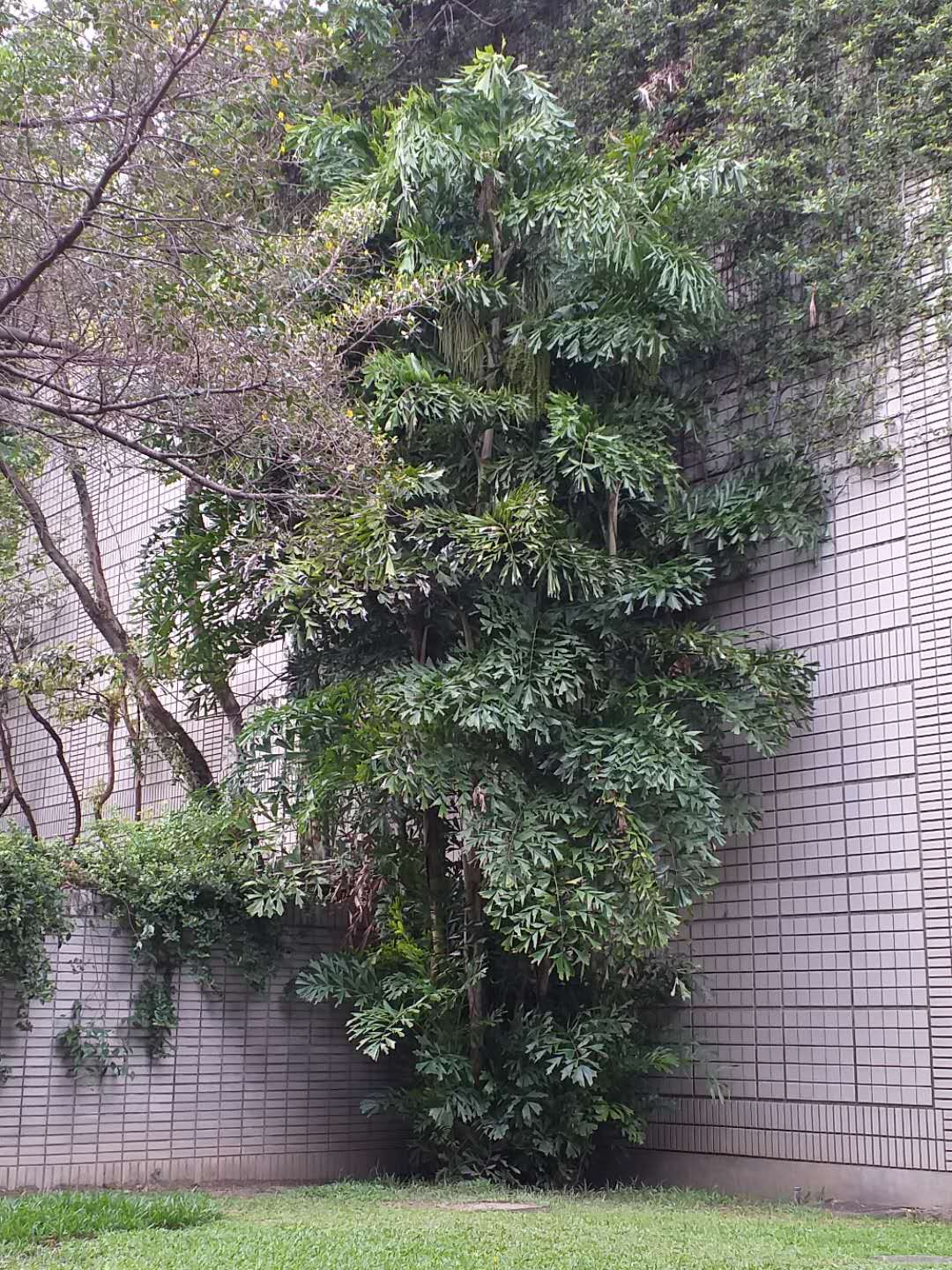